# Université du roi Fahd du Pétrole et des Mines
L'Université du Roi Fahd du Pétrole et des Mines (UPM) (arabe : الملك فهد للبترول و المعادن, anglais : King Fahd University of Petroleum and Minerals ou KFUPM) est un établissement d'enseignement supérieur public situé à Dhahran en Arabie saoudite. Établie en 1963, l'université propose essentiellement des cursus scientifiques et d'ingénierie, et dispose de nombreuses infrastructures destinées à la recherche scientifique universitaire et en collaboration avec des groupes privés.

## Historique
L'École du Pétrole et des Mines est créée par décret royal le 23 septembre 1963. Elle est implantée à Dhahran, ville de la province de l'Est saoudien connue pour ses importantes réserves pétrolières. Elle accueille sa première promotion d'élèves masculins une année plus tard. En 1971, l'établissement organise sa première cérémonie de remise de diplôme, où 4 élèves obtiennent leur diplôme en sciences de l'ingénieur.  En 1975, l'institution change de statut pour devenir l'Université du Pétrole et des Mines, et en 1986, elle devient l'Université du Roi Fahd du Pétrole et des Mines.
Dans les années 2000, l’université ouvre le parc scientifique Prince Abdullah ben Abdulaziz Science Park (PASP), un centre de recherche public-privé qui signe un partenariat avec le groupe pétrolier Schlumberger en 2003. En 2006, un réseau de recherche public est lancé sous l'impulsion de l'université sous le nom de Dhahran Techno Valley Company dans le but d’attirer les investissements pour construire des centres de recherche pour les entreprises locales et internationales. En 2013, l'université ouvre le StartUp Lab constitué d'un accélérateur et d'un incubateur de startups, en partenariat avec Saudi Aramco.

## Cursus
Généraliste, l'université reste spécialisée dans des disciplines orientées scientifique et technologique, et accorde une importance particulière aux sciences de l'ingénieur ainsi qu'aux spécialités en lien avec le secteur des énergies. Accueillant des élèves internationaux, les cours sont dispensés en anglais, à l'exception des études islamiques et d'arabe appliqué. Certains cursus de l’université bénéficient de partenariats de coopération technologique, subvention de projets et de transfert de compétences avec certains groupes internationaux, tels que Huawei et Ericsson,.

### Facultés
Le campus de Dhahran accueille 7 facultés dispensant des cours de premier et de second cycle, ainsi que deux collèges communautaires. L'Université du Roi Fahd propose 32 masters scientifiques dans les spécialités scientifiques et technologiques :
- Faculté de Sciences : Chimie, chimie industrielle, géologie, géophysique, mathématiques, physique, statistiques
- Faculté des sciences de l'ingénieur et d'ingénierie appliquée : Génie chimique, génie civil et environnemental, génie aérospatial, génie électrique, génie mécanique
- Faculté de design environnemental : Architecture, ingénierie architecturale, urbanisme, management et ingénierie de la construction
- Faculté de management industriel : Comptabilité, finance, systèmes d'information, marketing, management opérationnel
- Faculté des sciences et génie informatique : Sciences informatiques, génie Informatique, ingénierie des systèmes
- Faculté des géosciences et du génie pétrolier : Géologie, géophysique, ingénierie pétrolière, sciences environnementales
- Faculté des études appliquées et support : Études du monde arabe et de l'islam, études générales, anglais
- Faculté Communautaire de Dammam
- Faculté Communautaire d'Albatin

### Doctorat
Onze programmes d’études doctorales sont ouverts aux étudiants détenant un diplôme de second cycle, en génie chimique, génie civil, génie électrique, génie mécanique, génie pétrolier et ingénierie systèmes, en sciences informatiques ainsi qu’en chimie et sciences mathématiques.

## Organisation
L'Université du Roi Fahd du Pétrole et des Mines fait partie des 25 universités d'enseignement supérieur publiques généralistes d'Arabie saoudite.
Sa gestion est supervisée par le Ministère de l'enseignement supérieur et régulée par le Conseil des Hautes Études saoudien. L'université est dirigée par un comité présidé par le Ministre de l'enseignement supérieur, et co-présidé par le recteur de l'université. Le conseil d'université est composé du secrétaire général du Conseil des Hautes études, des vice-recteurs, des doyens des différentes facultés et de trois membres externes désignés par le Ministère. Il est responsable des opérations externes, de l’attribution des bourses et de la validation des programmes d'études. L'Université du Roi Fahd du Pétrole et des Mines, en tant qu'université publique, est subventionnée par l'État. Elle reçoit également des dons de la part d'acteurs privés, tels que Saudi Aramco. En 2017, les frais d'inscription et d’aménagement pour les locaux sont pris en charge entièrement par l’université.
Depuis 2002, le recteur de l'université est le docteur Khaled S. Al-Sultan, ancien élève de l'université et ancien ministre délégué de l'Éducation au sein du gouvernement saoudien.

## Recherche
L’université dispose d’un institut de recherche ainsi que de cinq centres de recherche appliquée destinés aux nanotechnologies, aux énergies renouvelables, à la pétrochimie et au raffinage, à la corrosion, et à la finance islamique.

### Partenariats de recherche interuniversitaire
L’Université du Roi Fahd du Pétrole et des Mines est partenaire de plusieurs établissements supérieurs dans le cadre de collaborations sur des sujets de recherche, particulièrement sur les sujets ayant trait aux énergies :
- MIT : Recherche sur les énergies propres[11]
- California Institute of Technology : Raffinage et l'industrie pétrochimique[12]
- Université Stanford : Pétrole et gaz[13]
- Université technique de Munich : Raffinage et industrie pétrochimique
- Université de Cambridge : Pétrole et gaz[14]
- KAUST : Ingénierie et sciences

### Dhahran Techno Valley
L’université dispose de plusieurs centres de recherche régionaux, constituant l’écosystème de la Dhahran Techno Valley, qui permettent la collaboration entre les universitaires et les grands groupes pétroliers tels que Saudi Aramco, la SABIC et la SEC. En 2015, Huawei et Saudi Aramco s'associent à l'université pour créer un centre d'innovation au sein de la Dhahran Techno Valley, destiné à la recherche et à la mise en application des technologies de l'information et de la communication pour l'industrie pétrolière.

## Classements
- 2018 : 2e université d’enseignement supérieur du classement QS Arab Region University Rankings[17]
- 2015 : 4e université mondiale sur la base du volume de brevets (126 brevets enregistrés et 225 en attente de subvention)[18]
- 2011, 2014, 2015 : Parmi les 500 meilleures universités mondiales selon le classement académique des universités mondiales par l'université Jiao Tong de Shanghai[19]